# Бобич, Фреди
Фре́ди Бо́бич (словен. Fredi Bobič; род. 30 октября 1971, Марибор) — немецкий футболист, играл на позиции нападающего.

## Карьера
Фреди Бобич родился в Мариборе в семье словенского отца и хорватской матери, с которыми он эмигрировал в ФРГ. В возрасте 6-и лет Бобич начал играть в футбол в клубе «Бад Каннстатт», затем играл за молодёжный состав «Штутгарта» и «Штутгартер Кикерса», с которым Бобич стал победителем молодёжного чемпионата Германии. Его кумирами в молодости были Марко Ван Бастен и Ханси Мюллер, манере игры которых Бобич старался подражать.
В 1990 году Бобич начал выступать за свою первую взрослую команду, клуб «Дитцинген», а уже во втором своём сезоне стал лучшим бомбардиром зоны Баден-Вюртемберг Оберлиги с 19-ю мячами. После этого успеха Бобич перешёл в клуб второй бундеслиги «Штутгартер Кикерс», а ещё через два года перешёл в клуб первой бундеслиги «Штутгарт», за который Бобич выступал ещё в пору молодёжных составов. В «Штутгарте» и в первой бундеслиге Бобич дебютировал в первом туре сезона 1994/95 в матче с «Гамбургом», выйдя за замену на 73-й минуте встречи и сразу же забив гол, принесший победу его команде 2:1. В «Штутгарте» Бобич провёл 5 лет, являясь частью знаменитого «магического треугольника» команды, который, помимо Бобича, включая Красимира Балакова и Джоване Элбера.
В 1999 году Бобич перешёл в клуб «Боруссия» (Дортмунд), где он в первые два сезона забил 17 голов в 53-х встречах, но в сезоне 2001/02 Бобич перестал попадать в состав команды, проведя за полгода лишь 3 матча в чемпионате, по той причине, что главный тренер клуба Маттиас Заммер делал ставку на Марсио Аморозо, Яна Коллера и Эвертона, зимой 2002 года Бобич на правах аренды уехал в английский клуб «Болтон Уондерерс», в котором провёл 15 матчей и забил 4 гола. За несколько часов до окончания летнего трансферного окна 2002 Бобич подписал контракт с клубом «Ганновер 96», вышедшего в бундеслигу, в «Ганновере» Бобич вновь стал забивать, поражая ворота соперников команды в каждом втором матче, после чего был вызван Руди Фёллером в сборную Германии, за которую Бобич не выступал на протяжении 4-х лет. После «Ганновера» Бобич играл за «Герту», после завершения контракта с Бобичем, «Герта» не захотела продлевать соглашение с игроком, и Бобич полгода был без команды. В январе 2006 года Бобич подписал контракт с хорватским клубом «Риека», в котором летом того же года завершил спортивную карьеру.
В сборной Германии Бобич дебютировал 12 октября 1994 года в Будапеште в матче со сборной Венгрии. Бобич участвовал с национальной командой на чемпионате Европы в 1996 году, где немцы стали лучшей командой «Старого света», а сам Бобич провёл три матча на турнире — с Чехией, с Италией на групповой стадии и в четвертьфинале с Хорватией. 22 февраля 1998 года в игре с Саудовской Аравией Бобич провёл свой последний, в 1990-е годы, матч в футболке национальной команды. В 2002 году Бобич вернулся в сборную Германии, сыграв в матче с Нидерландами, в котором забил единственный мяч своей команды, а немцы проиграли 1:3. В 2004 году Бобич в составе сборной поехал на Евро-2004, где провёл два матча с Нидерландами и Латвией, этот матч, сыгранный 19 июня, стал последней игрой Бобича в составе «бундестим».
После завершения карьеры игрока Бобич стал послом «Немецкого союза пожарных команд», эта должность была дана игроку за вклад, который он сделал в фонд союза. В 2006 году Бобич стал аналитиком на телеканале DSF, в том же году вошёл в экспертную группу на телеканале Премьер. В 2007 году Бобич снялся в музыкальном видеоклипе группы Ich+Ich, где он сказал одну-единственную фразу: «Мы все из звёздной пыли». В 2008 году Бобич участвовал в телевизионной игре «Torpiraten» на телеканале Nickelodeon. Помимо этого, Бобич является футбольным экспертом на радиостанции Privatsender, где он анализирует матчи в дни футбольных туров. В марте 2009 года Бобич объявил, что он начинает работу в качестве управляющего директора клуба «Черноморец» (Бургас), подписав контракт до лета 2014 года, главным тренером «Черноморца» является бывший партнёр Бобича по «Штутгарту» Красимир Балаков.
25 мая 2016 года появилось официальное подтверждение, что Бобич стал спортивным директором Айнтрахта из Франкфурта-на-Майне. Контракт немецкого специалиста с Айнтрахтом вступил в силу первого июня и рассчитан до лета 2019 года.
«Я очень рад, что совет директоров франкфуртского клуба пригласил меня на эту должность. Я буду выкладываться на 100 % своих возможностей ради успехов клуба», — заявил в интервью Бобич.
Бобич женат, имеет двух дочерей. Любит не только футбол, но и американский футбол и баскетбол. Часто посещает Нью-Йорк, являющийся любимым городом Бобича.

## Достижения

### Командные
- Чемпион Европы: 1996
- Обладатель кубка Германии: 1997
- Обладатель кубка Хорватии: 2006

### Личные
- Лучший бомбардир чемпионата Германии: 1996 (17 голов)